# Amblysemius
Amblysemius è un genere di pesci ossei estinto, appartenente agli amiiformi. Visse nel Giurassico superiore (Kimmeridgiano - Titoniano, circa 150 - 145 milioni di anni fa) e i suoi resti fossili sono stati ritrovati in Francia e Germania. 

## Descrizione
Questo pesce era lungo alcune decine di centimetri, e possedeva un corpo slanciato ma robusto. Era molto simile al ben più noto Caturus, e con questo condivideva alcune caratteristiche uniche nell'ambito dei pesci amiiformi, come la presenza di una mascella a forma di bastoncino priva di espansione dorsale posteriore e denti allungati, dotati di carena e compressi lateralmente. Tuttavia, Amblysemius si differenziava da Caturus principalmente per i denti molto robusti e forti, notevolmente ricurvi all'indietro. Inoltre, Amblysemius era dotato di meno di venti denti sia nella mascella che nella mandibola, mentre Caturus ne possedeva di più. Il preopercolo, inoltre, aveva una forma a mezzaluna (che si riscontra anche in altri amiiformi come l'attuale Amia o l'estinto Liodesmus).

## Classificazione
Descritto per la prima volta nel 1844 da Louis Agassiz, Amblysemius è stato in seguito considerato congenerico di Caturus. Solo una ridescrizione dei due generi operata da Lambers nel 1994 ha permesso di verificare la differente morfologia tra i due generi. In ogni caso, Amblysemius sembra essere stato il sister group di Caturus, nell'ambito della famiglia Caturidae (un gruppo di veloci pesci predatori appartenenti agli amiiformi). 

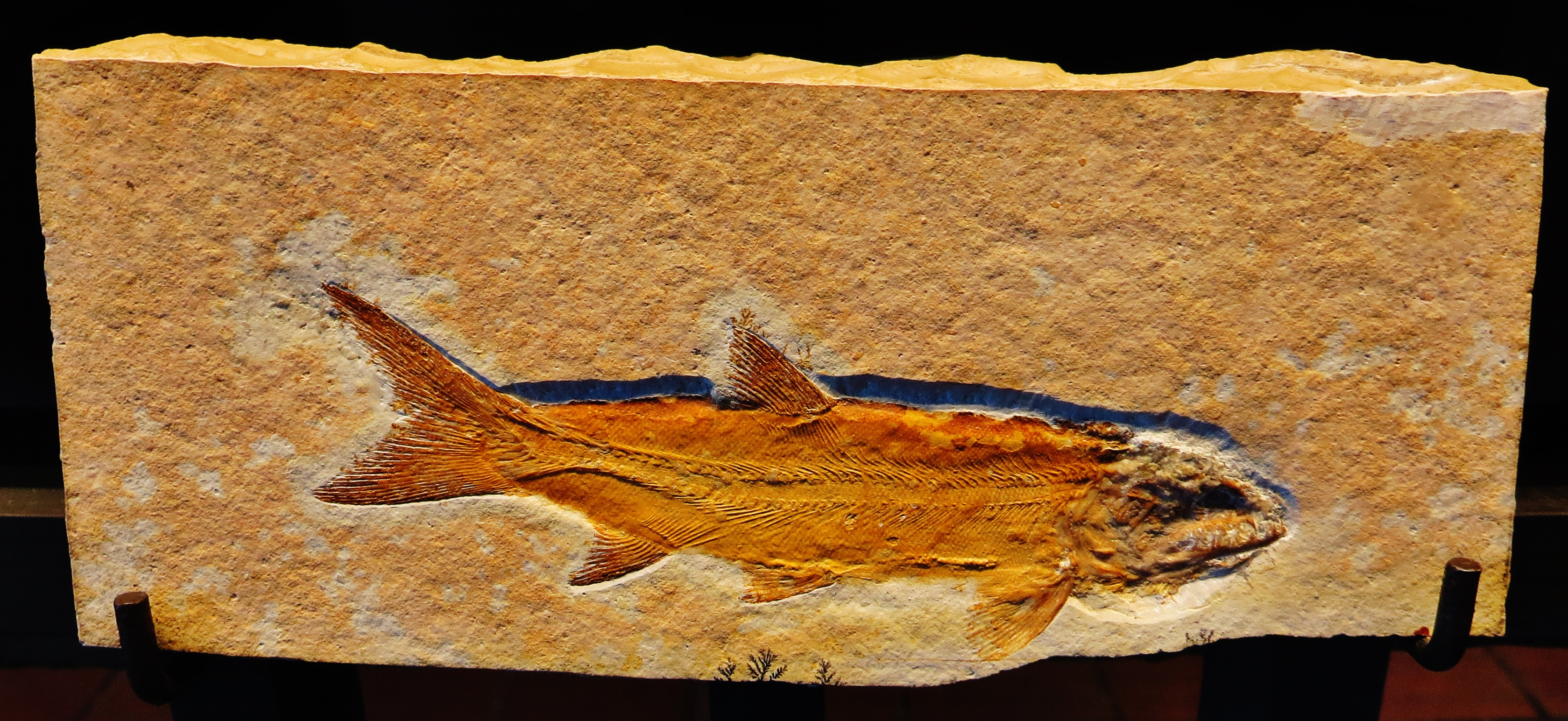
Fossile di Amblysemius bellicianus

Ad Amblysemius appartengono le due specie A. bellicianus e A. pachyurus, ritrovate nei famosi giacimenti di Solnhofen (Germania) e Čerín (Francia). 

## Paleobiologia
Caturus e Amblysemius dovevano essere veloci predatori che vivevano nelle lagune dalle acque basse continentali del Giurassico superiore europeo. Tuttavia, benché molto simili, dovevano occupare nicchie ecologiche differenti, come sembra suggerito dalla differente dentatura delle due forme. Probabilmente Amblysemius era più specializzato per la caccia a prede di maggiori dimensioni.